# Julio César Jiménez
Julio César Jiménez (Artigas, 1954. augusztus 27. –) válogatott uruguayi labdarúgó, középpályás.

## Pályafutása

### Klubcsapatban
1971 és 1977 között a Peñarol labdarúgója volt, ahol három bajnoki címet nyert a csapattal. 1978 és 1980 között az argentin Vélez Sarsfield, 1981–82-ben a Ferro Carril Oeste együttesében szerepelt. 1984-ben a spanyol Barcelona B-csapatában játszott. 1984-ben visszatért Argentínába és a Douglas Haig, az Unión SF, az Instituto, az Unión Mar del Plata, a Vélez Sarsfield és a San Martín de Tucumán labdarúgója volt. 1992-ben a bolíviai Jorge Wilstermann, 1993-ban a perui Deportivo Municipal játékosa volt.

### A válogatottban
1971 és 1976 között 19 alkalommal szerepelt az uruguayi válogatottban és egy gólt szerzett. Részt vett az 1974-es NSZK-beli világbajnokságon.

## Sikerei, díjai
Peñarol
- Uruguayi bajnokság
  - bajnok (3): 1973, 1974, 1975

 Ferro Carril Oeste
- Argentin bajnokság
  - bajnok: 1982